# Marina Aziabina
Marina Eduardowna Aziabina, ros. Марина Эдуардовна Азябина  (ur. 15 czerwca 1963 w Iżewsku) – rosyjska lekkoatletka specjalizująca się w krótkich biegach płotkarskich, uczestniczka letnich igrzysk olimpijskich w Barcelonie (1992). W czasie swojej kariery reprezentowała również Związek Socjalistycznych Republik Radzieckich (do 1991) oraz Wspólnotę Niepodległych Państw (1992).

## Sukcesy sportowe
- mistrzyni WNP w biegu na 100 metrów przez płotki – 1992[1]
- mistrzyni Rosji w biegu na 100 metrów przez płotki – 1993[2]

| Rok  | Miasto    | Zawody               | Konkurencja       | Wynik                  |
| ---- | --------- | -------------------- | ----------------- | ---------------------- |
| 1991 | Sheffield | Uniwersjada          | bieg na 100 m ppł | złoty medal            |
| 1992 | Barcelona | Igrzyska olimpijskie | bieg na 100 m ppł | 5. miejsce w półfinale |
| 1993 | Stuttgart | Mistrzostwa świata   | bieg na 100 m ppł | srebrny medal          |
| 1994 | Nowy Jork | Igrzyska Dobrej Woli | bieg na 100 m ppł | brązowy medal          |

## Rekordy życiowe
- bieg na 100 metrów przez płotki – 12,47 – Moskwa 19/06/1993